# Озеро Варги (Варяги)

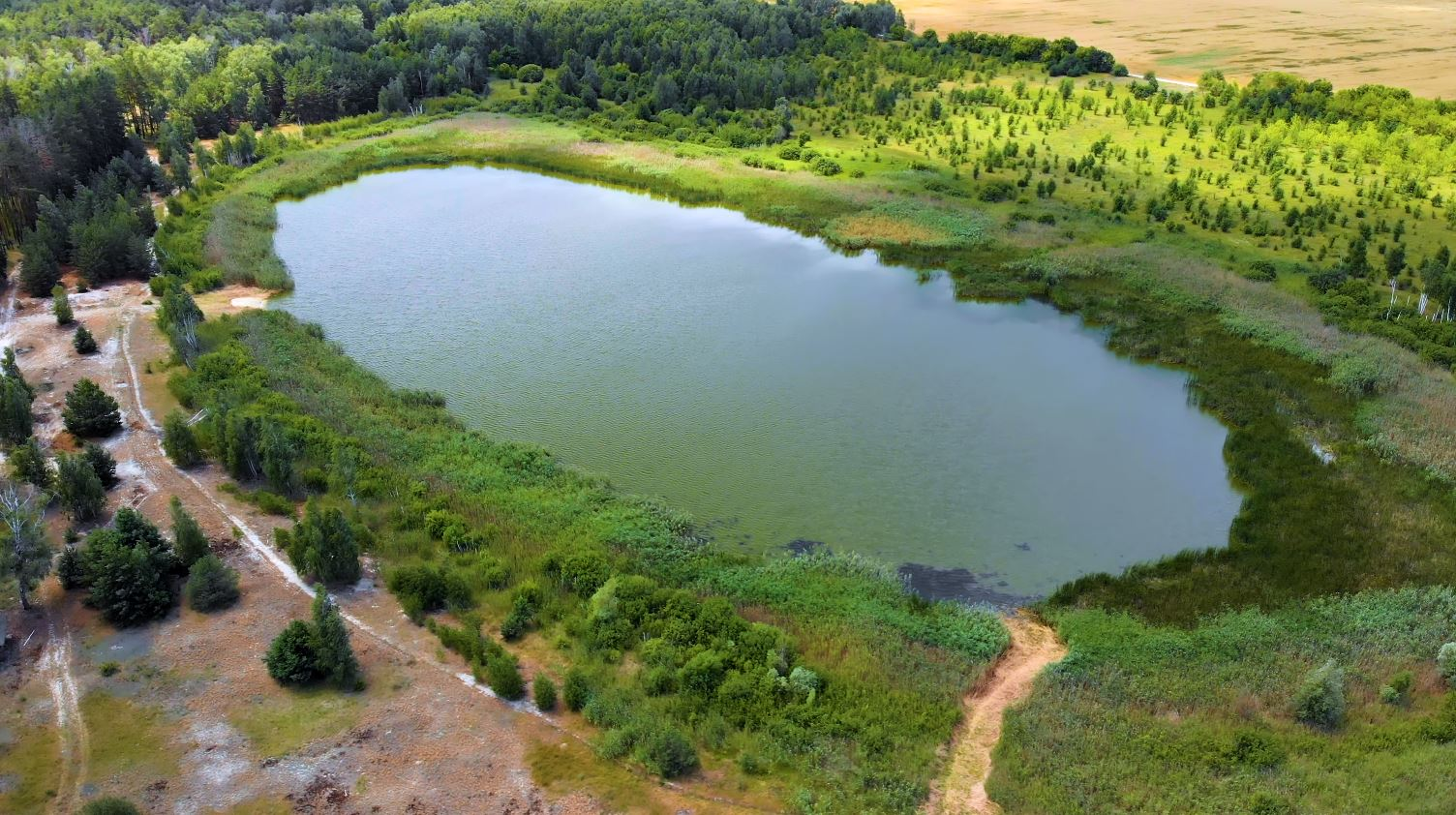
Озеро Варги (Варяги)

Озеро «Варги» («Варяги») — гідрологічна пам'ятка природи місцевого значення в Україні. Розташована в межах Козелецького району Чернігівської області, на північний схід від села Савин на огородженій території.

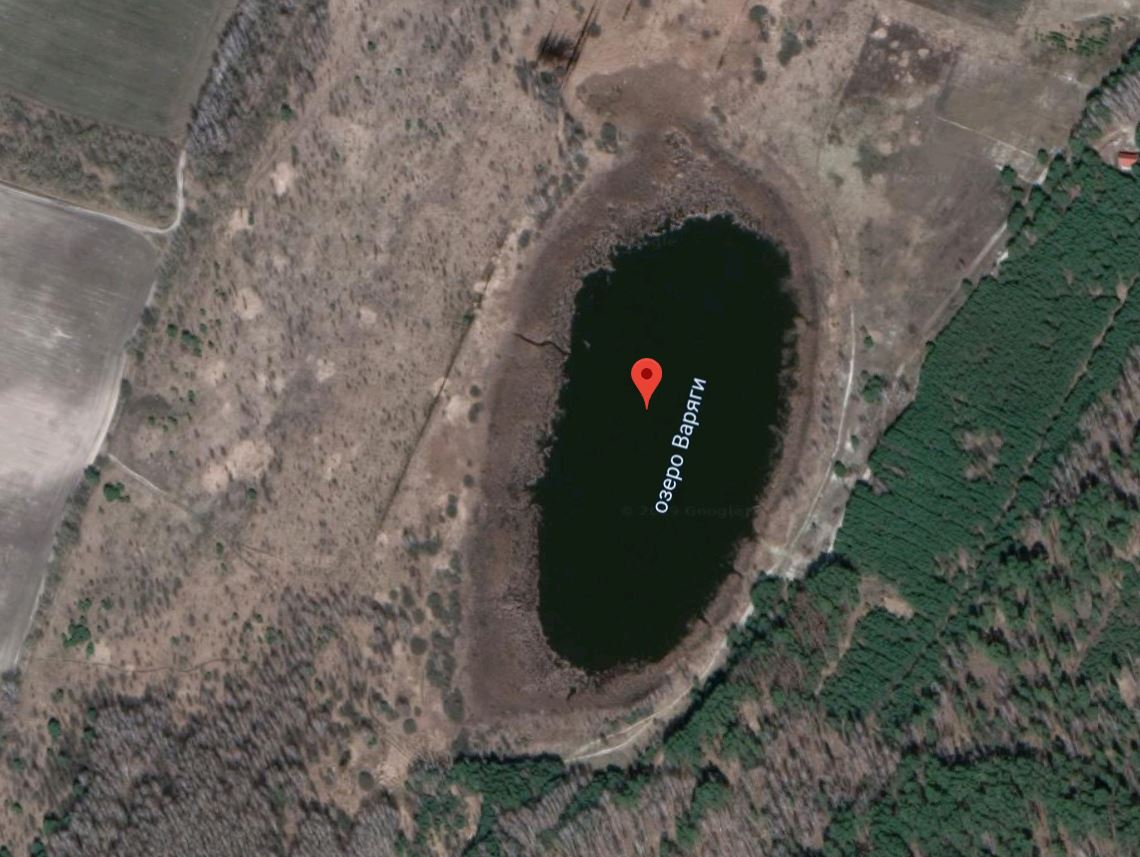
Зображення озера Варги (Варяги)

Озеро було розташоване на шляху із варягів в греки І отримало таку назву після тривалої стоянки біля нього варягів. Паралельне вживання обох назв озера Варги/Варяги зумовлено спрощенням при вимові.
Площа 5 га.

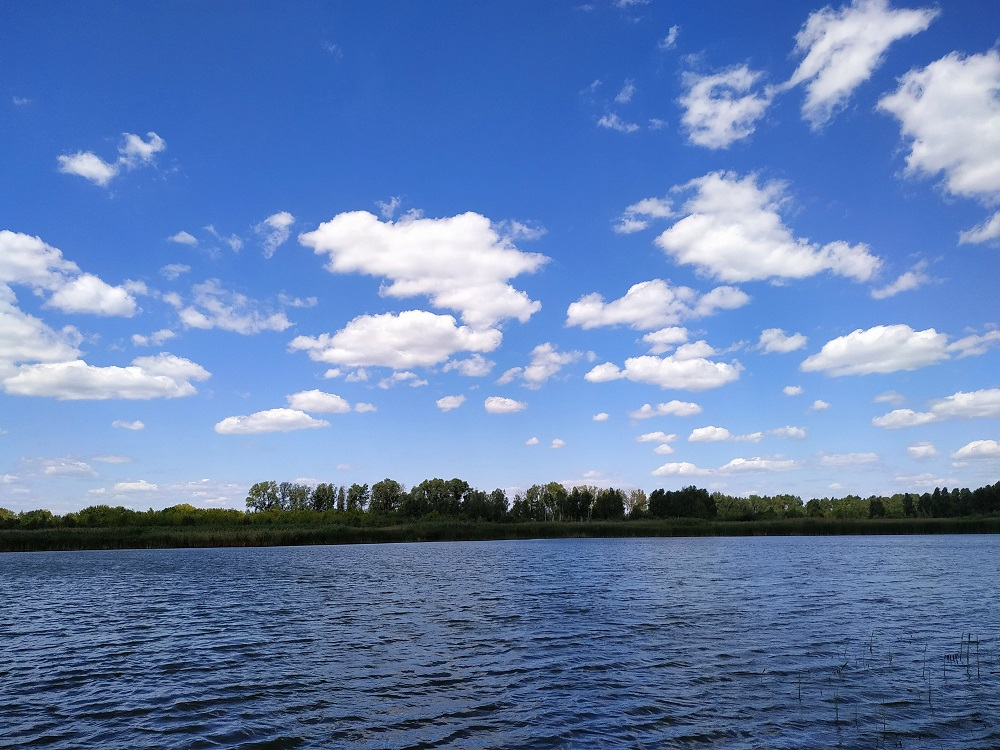

Розташоване в неглибокій чашоподібні западині. Озеро майже круглої форми, глибина — до 10 м. Перебуває у віданні Савинської сільради